# Championnats d'Europe de saut d'obstacles 1991
Navigation
Édition précédente Édition suivante
Les championnats d'Europe de saut d'obstacles 1991, vingt-et-unième édition des championnats d'Europe de saut d'obstacles, ont eu lieu en 1991 à La Baule-Escoublac, en France. L'épreuve individuelle est remportée par le Français Éric Navet et la compétition par équipe par les Pays-Bas.